# Heinrich Tenner

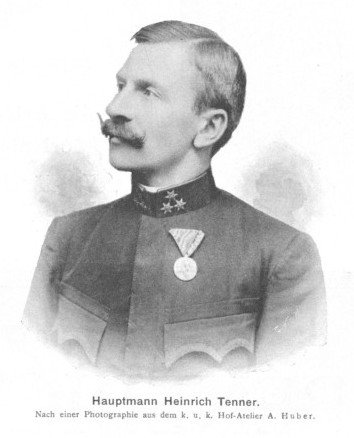
Heinrich Tenner 1901

Heinrich Josef Ignatz von Tenner (9. Februar 1865 in Königgrätz – 23. Januar 1949 in Wien) war ein österreichischer Fechter und k.u.k. Generalmajor.

## Leben
Heinrich Tenner wurde am 9. Februar 1865 in Königgrätz geboren. Seine Eltern waren der Militär-Verpflegungs-Offizial I. Klasse Ignaz Tenner und Gabriele, geborene Nadherny. Nach der Schule trat er als Offiziersanwärter in die k.u.k. Armee ein. Er war 1893/1894 Fechtlehrer der Prager Kadettenschule und ein Jahr darauf unterrichtete er das Säbelfechten in Wiener Neustadt.
Tenner wurde 1895 Mitglied des Wiener „Union-Fechtclubs“ und war ein Schüler des Fechtreformers Luigi Barbasetti, für den er 1899 das Lehrbuch „Das Säbelfechten“ ins Deutsche übersetzte.
1900 nahm Tenner an den Olympischen Spielen in Paris teil und erreichte in der Disziplin Fechten im Herren Einzel Säbel den 7. Platz.
1910 wurde er als Major Kommandant des k.u.k. Militär Fecht- und Turnlehrerinstituts in Wiener Neustadt und am 1. August 1914 zum Oberstleutnant befördert.
Mit Beginn des Ersten Weltkrieges wechselte er als Stabsoffizier des Infanterieregiment Nr. 32 vom k.u.k. Heer zum k.k. Landwehrinfanterieregiment Nr. 3 und damit in den Aktivstand der k.k. Landwehr. Von Dezember 1916 bis Kriegsende im November 1918 war er Kommandant des nunmehrigen Grazer k.k. Schützenregiment Nr. 3.
Am 1. Dezember 1926 wurde er Generalsekretär des Deutschen Fechter-Bundes und half bei der Ausbildung geeigneter Fechter für die Olympischen Spiele 1928. Von Januar 1930 bis 1939 war er außerdem Präsident der „Akademie der Fechtkunst“ in Wien, bis diese aufgelöst wurde. Einer seiner berühmtesten Schüler war Milan Neralic. Der Grazer Athletiksport Klubs (GAK) ernannte ihn am 21. September 1927 zum Ehrenmitglied, da er federführend bei der Gründung der Fechtsektion des GAK beteiligt war.
Von Heinrich von Tenner existiert ein Porträt als Oberst aus dem Jahr 1917 von Wilhelm Thöny. Es ist im Stadtmuseum Graz aufbewahrt.
Am 30. Mai 1906 konvertierte er von der römisch-katholischen Kirche zur Evangelische H.B. und verheiratete sich am 26. Juni 1906 mit der Bankdirektorentochter Adamine (Ada) Teichner (1878–1938).

## Werke
- Luigi Barbasetti: Das Säbelfechten. Übersetzt von k. u. k. Linienschiffs-Lieutenant Rudolf Brosch und Oberlieutenant Heinrich Tenner. Verlag der „Allgemeinen Sport-Zeitung“, Wien 1899
- Heinrich Tenner: Leitfaden zur Erteilung des Fechtunterrichtes an k. u. k. Militär-Erziehungs und Bildungs-Anstalten, Wien 1902